# Kenneth Case
Kenneth M. Case (* 23. September 1923 in New York City; † 1. Februar 2006) war ein US-amerikanischer Physiker.
Case war 1944/45 beim Manhattan Project und studierte an der Harvard University, wo er 1945 seinen Bachelor-Abschluss, 1946 seinen Master-Abschluss machte und 1948 promoviert wurde. 1948 bis 1950 war er am Institute for Advanced Study und gleichzeitig 1949/1950 am Radiation Laboratory der University of California, Berkeley.
1950 war er an der University of Rochester und ab 1951 an der University of Michigan, zunächst als Assistant Professor für Chemie und später als Professor für Physik. 1969 wurde er Professor an der Rockefeller University, wo er seit 1988 Professor Emeritus war.
Gleichzeitig war er ab 1988 Adjunct Professor am Institute of  Nonlinear Studies an der University of California, San Diego. 1961 war er Gastprofessor am Lawrence Berkeley National Laboratory und 1963/64 am Massachusetts Institute of Technology.
Case beschäftigte sich mit verschiedensten Gebieten er Physik von der Neutronendiffusion, Elementarteilchenphysik über Plasmaphysik bis zu nichtlinearen Phänomenen, zum Beispiel im Spektrum von Ozeanwellen und Turbulenz.
Er war Mitglied der JASON Defense Advisory Group. 1959 wurde er Fellow der American Physical Society. 1975 wurde er Mitglied der National Academy of Sciences.

## Schriften
- mit George Placzek und Frederic de Hoffmann: Introduction to the theory of neutron diffusion. Band 1. Los Alamos, N.M., 1953.
- mit Paul Zweifel Linear Transport Theory, Addison-Wesley 1967